# Lispe consanguinea
Lispe consanguinea är en tvåvingeart som beskrevs av Friedrich Hermann Loew 1858. Lispe consanguinea ingår i släktet Lispe och familjen husflugor. Arten är reproducerande i Sverige. Inga underarter finns listade i Catalogue of Life.